# Francisco Fábregas
Francisco Fábregas Bosch oder katalanisch Francesc Fàbregas i Bosch (* 1. Juli 1949 in Barcelona) ist ein ehemaliger spanischer Hockeyspieler. Er gewann 1980 mit der spanischen Nationalmannschaft die olympische Silbermedaille. 1971 war er Weltmeisterschaftszweiter und 1974 Europameister.

## Karriere
1968 bei den Olympischen Spielen in Mexiko-Stadt belegten die Spanier in der Vorrunde den vierten Platz in ihrer Gruppe. Im Platzierungsspiel um den fünften Platz unterlagen die Spanier der niederländischen Mannschaft mit 0:1 nach Verlängerung. Bei der Weltmeisterschaft 1971 spielten die Spanier in der Vorrunde in der gleichen Gruppe wie die pakistanische Mannschaft und belegten nach einem 3:2-Sieg über Pakistan den ersten Rang in der Vorrunde. Im Finale trafen die beiden Mannschaften wieder aufeinander und diesmal siegte Pakistan mit 1:0. 1972 bei den Olympischen Spielen in München belegten die Spanier wie vier Jahre zuvor den vierten Platz in ihrer Vorrundengruppe. In den Platzierungsspielen erreichten sie den siebten Platz.
1974 fand in Madrid die zweite Europameisterschaft der Herren statt. Die spanische Mannschaft belegte in der Vorrunde den ersten Platz vor den punktgleichen Walisern. Mit einem 2:1 gegen die Franzosen im Viertelfinale und einem Halbfinalsieg mit 1:0 über die Niederländer erreichten die Spanier das Finale. Dort gewannen sie mit 1:0 gegen die deutsche Mannschaft. 1976 bei den Olympischen Spielen in Montreal belegten die Spanier in der Vorrunde den dritten Platz. Im Spiel um den fünften Platz unterlagen die Spanier der deutschen Mannschaft mit 1:9, wobei Francisco Fábregas in diesem Spiel nicht eingesetzt wurde.
Am Herrenwettbewerb bei den Olympischen Spielen 1980 nahmen wegen des Olympiaboykotts nur sechs Mannschaften teil, die in der Vorrunde gegen jede andere Mannschaft antraten. Die Spanier belegten in der Vorrunde mit vier Siegen und einem Unentschieden den ersten Platz und traten im Kampf um die Goldmedaille gegen die in der Vorrunde zweitplatzierte indische Mannschaft an. Das Finale gewannen die Inder mit 4:3.
Der Defensivspieler Francisco Fábregas spielte in der spanischen Liga für den Real Club de Polo de Barcelona, den spanischen Meister 1970, 1977, 1978 und 1980. Seine Brüder Eduardo Fábregas und Jorge Fábregas nahmen auch an Olympischen Spielen teil. Sein Sohn Kiko Fábregas gewann 28 Jahre nach seinem Vater ebenfalls eine olympische Silbermedaille.